# Thaerocythere
Thaerocythere is een geslacht van kreeftachtigen uit de klasse van de Ostracoda (mosselkreeftjes).

## Soorten
- Thaerocythere (Notopleura) hoptonensis (Brady, Crosskey & Robertson, 1874) Liebau, 1991 †
- Thaerocythere (Notopleura) lusitanica Liebau, 1991
- Thaerocythere (Notopleura) nodoreticulata (Bassiouni, 1962) Liebau, 1991
- Thaerocythere (Notopleura) transiens (Moos, 1963) Liebau, 1991
- Thaerocythere carolinensis Hazel, 1983 †
- Thaerocythere chattorum Ziegler & Roedder, 1994 †
- Thaerocythere crenulata (Sars, 1866) Hazel, 1967
- Thaerocythere cuxhavenensis (Uffenorde, 1981) Liebau, 1991 †
- Thaerocythere gramanni Liebau, 1991
- Thaerocythere irregularis Whatley & Maybury, 1983 †
- Thaerocythere mayburyae Cronin, 1991
- Thaerocythere oedichilus (Brady, 1878) Liebau, 1991
- Thaerocythere pieta Maybury & Whatley, 1983 †
- Thaerocythere polita Liebau, 1991
- Thaerocythere regularis Maybury & Whatley, 1983 †
- Thaerocythere ruespelensis (Uffenorde, 1981) Liebau, 1991 †
- Thaerocythere sagittata Liebau, 1991
- Thaerocythere schmidtae (Malkin, 1953) Hazel, 1967 †
- Thaerocythere trachypora (Jones, 1857) Wouters, 1982 †
- Thaerocythere whatleyi Cronin, 1991